# Tanjung Morang Hr
Tanjung Morang Hr is een bestuurslaag in het regentschap Padang Lawas van de provincie Noord-Sumatra, Indonesië. Tanjung Morang Hr telt 727 inwoners (volkstelling 2010).